# Griffith (Nowa Południowa Walia)
Griffith – miasto w Australii, w stanie Nowa Południowa Walia.